# Afropipistrellus crassulus
Afropipistrellus crassulus is een zoogdier uit de familie van de gladneuzen (Vespertilionidae). De wetenschappelijke naam van de soort werd voor het eerst geldig gepubliceerd door Thomas in 1904.

## Voorkomen
De soort komt voor in Angola, Kameroen, Congo-Brazzaville, Congo-Kinshasa, Ivoorkust, Gabon, Guinee, Kenia, Liberia, Soedan en Oeganda.